# Gare de Vallée-Jonction
La gare de Vallé-Jonction est une ancienne gare ferroviaire à Vallée-Jonction au Québec. Elle est une gare ferroviaire en blocs de ciment imitant la pierre construite en 1917. Cet immeuble d'un étage et demi, de plan en « T », est coiffé d'un imposant toit à croupes. Ses larges avant-toits sont supportés par des consoles. Un abri, constitué par le prolongement du toit, complète l'une des extrémités du bâtiment. La gare de Vallée-Jonction est implantée en bordure de la rivière Chaudière, au cœur de la municipalité de Vallée-Jonction. Elle a été désignée gare ferroviaire patrimoniale en 1991 et citée immeuble patrimoniale en 2002.

## Histoire
La compagnie Quebec Central dans la mise en place d'un réseau ferroviaire régional, de 1875 à 1921. Dès sa création en 1867, le gouvernement du Québec veut utiliser le transport ferroviaire pour ouvrir de nouvelles régions à la colonisation. Les chemins de fer la Levis and Kennebec et la Sherbrooke Eastern Townships and Kennebec Railway, forment la ligne principale de la Quebec Central en se rejoignant à Vallée-Jonction. La gare est construite en 1917 d'après un plan élaboré par la compagnie Quebec Central Railway. Tous les travaux sont terminés en 1921, et le tronçon Beauce-Jonction devient le pivot du réseau. À ce titre, la gare de Vallée-Jonction constitue un témoin du développement ferroviaire québécois de l'époque.
La gare est désignée gare ferroviaire patrimoniale le 10 juin 1991 parc la commission des lieux et monuments historiques du Canada. Elle a été citée immeuble patrimonial par la Municipalité de Vallée-Jonction le 18 novembre 2002.